# Aspelands och Handbörds domsagas tingslag
Aspelands och Handbörds domsagas tingslag var ett tingslag i Kalmar län.
Tingslaget bildades den 1 januari 1918 (enligt beslut den 13 juli 1917) genom av ett samgående av Aspelands tingslag och Handbörds tingslag. 1 juli 1965 upplöstes tingslaget och verksamheten överfördes till Oskarshamns domsagas tingslag.
Tingslaget ingick i Aspelands och Handbörds domsaga, bildad 1858.

## Kommuner
Tingslaget bestod av 13 kommuner när det bildades, vilket minskades till sex kommuner efter kommunreformen den 1 januari 1952. 1 januari 1952 överfördes Lönneberga landskommun från domsagan till Sevede och Tunaläns domsagas tingslag och området för den upplösta Kråksmåla landskommun överfördes till den nybildade Alsterbro landskommun i Norra Möre och Stranda domsagas tingslag. 1 januari 1956 ombildades Virserums landskommun till Virserums köping.

### Från 1918
- Fagerhults landskommun
- Fliseryds landskommun
- Fågelfors landskommun
- Gårdveda landskommun
- Högsby landskommun
- Järeda landskommun
- Kråksmåla landskommun
- Långemåla landskommun
- Lönneberga landskommun
- Målilla landskommun
- Mörlunda landskommun
- Tveta landskommun
- Virserums landskommun

### Från 1952
- Fagerhults landskommun
- Fliseryds landskommun
- Högsby landskommun
- Målilla landskommun
- Mörlunda landskommun
- Virserums landskommun

### Från 1956
- Fagerhults landskommun
- Fliseryds landskommun
- Högsby landskommun
- Målilla landskommun
- Mörlunda landskommun
- Virserums köping

## Geografi
Aspelands och Handbörds domsagas tingslag omfattade den 1 januari 1952 en areal av 1 942,20 km², varav 1 838,35 km² land.